# نولان مجنح الثمار
نولان مجنح الثمار (الاسم العلمي:Nolana pterocarpa) هو نوع نباتي يتبع جنس النولان من فصيلة الباذنجانية.